# Ohmův zákon

Ohmův zákon: zdroj napětí, měřič proudu (A), rezistor a paralelně měřič napětí (V)

Ohmův zákon: vztahy mezi proudem (I), napětím (U) a odporem (R) jsou lineární a dají se zapsat ve trojím tvaru

Ohmův zákon je jeden ze základních fyzikálních zákonů, který vyjadřuje závislost proudu mezi dvěma body na vodiči na přiloženém napětí a na odporu vodiče:
{\displaystyle I={U \over R}}
odtud napětí na koncích vodiče: {\displaystyle U=I\cdot R}
Je-li napětí na koncích vodiče stálé, je proud nepřímo úměrný odporu vodiče.
{\displaystyle I={G\cdot U={1 \over R}\cdot U}={U \over R}},
kde {\displaystyle I} je elektrický proud, {\displaystyle G} je elektrická vodivost, {\displaystyle U} je elektrické napětí a {\displaystyle R} je elektrický odpor.
Ačkoli byl původně odvozen pro stejnosměrný proud, platí jeho vzorce i pro střídavý proud s tou výhradou, že {\displaystyle U} a {\displaystyle I} jsou komplexní čísla a místo {\displaystyle R} se užívá označení {\displaystyle Z}, které znamená impedanci (včetně imaginárních složek).

## Předpoklad stálosti
Ohmův zákon v této jednoduché podobě předpokládá, že napětí na vodiči je stálé, nezávislé na procházejícím proudu, čili že vnitřní odpor zdroje je malý, a předpokládá také, že odpor vodiče nezávisí na procházejícím proudu. Odpor většiny látek je však závislý na jejich teplotě, která se průchodem většího proudu může měnit. Zákon tedy platí jen v oblasti, kde intenzita proudu je dostatečně malá, aby napětí zdroje nekleslo a aby se vodič výrazně nezahříval. Naštěstí jsou tyto předpoklady v elektrotechnické praxi většinou splněny. Rovněž lze náročným technologickým postupem vyrobit látky, jejichž odpor může mít za určitých podmínek výrazně nelineární charakter – polovodiče. Při vedení elektrického proudu dochází i k jiným elektrickým jevům – běžné materiály mají také elektrickou permitivitu, může se projevovat vliv elektrické indukce. To všechno je třeba v pokusu vyloučit, má-li se platnost Ohmova zákona s dostatečnou přesností potvrdit.

## Diferenciální tvar
Alternativním způsobem zápisu Ohmova zákona je tzv. diferenciální tvar:
{\displaystyle \mathbf {J} =\sigma \mathbf {E} }, nebo {\displaystyle \mathbf {J} ={\frac {1}{\rho }}\mathbf {E} },
kde {\displaystyle \mathbf {J} } je hustota elektrického proudu, {\displaystyle \sigma } (někdy značená též {\displaystyle \gamma }) je měrná elektrická vodivost a {\displaystyle \mathbf {E} } je intenzita elektrického pole. Diferenciální tvar vyjadřuje odezvu (hustoty) elektrického proudu na elektrické pole, konstanta úměrnosti je pak materiálový parametr nezávislý na tvaru vodiče (např. tlustý a tenký drát mají různý odpor či vodivost 
{\displaystyle G=1/R}, ale stejnou hodnotu {\displaystyle \sigma }, pokud jsou ze stejného materiálu). Toto je původní tvar Ohmova zákona.

## Historie
Zákon je pojmenován podle Georga Ohma, německého středoškolského učitele matematiky a fyziky na jezuitské škole v Kolíně nad Rýnem, který jej jako první odvodil a roku 1827 publikoval. Zákon, který se dnes učí na základních školách, vypadá triviálně, a patrně z tohoto důvodu jej němečtí vědci dlouho nebrali vážně. Až když Ohma roku 1841 vyznamenala Královská společnost v Londýně, dočkal se uznání i v Německu. 
V roce 1827 však Ohmův vědecký výkon rozhodně nebyl triviální a Ohm na empirickém důkazu zákona pracoval několik let. Zařízení pro pokusné odvození zákona, které se dnes najde v každém fyzikálním kabinetu, tehdy neexistovalo: nebyly dostatečně citlivé měřicí přístroje a největší potíže působil Ohmovi zdroj napětí, který musí být stálý. Tehdejší galvanické zdroje proudu se dvěma elektrodami ve vodivém roztoku však trpěly řadou nedostatků. Jakmile začal obvodem procházet proud, na povrchu elektrod se začaly vylučovat bublinky nevodivého plynu, které zvýšily vnitřní odpor zdroje, a tím snížily napětí. Tuto nesnáz, s níž si musí poradit každá baterie, Ohm nakonec vyřešil konstrukcí poměrně složitého termického zdroje napětí bez elektrolytu.